# NGC 2512
NGC 2512 é uma galáxia espiral barrada (SBb) localizada na direcção da constelação de Cancer. Possui uma declinação de +23° 23' 30" e uma ascensão recta de 8 horas, 03 minutos e 07,6 segundos.
A galáxia NGC 2512 foi descoberta em 10 de Fevereiro de 1787 por William Herschel.